# Football Club de Nantes 1980-1981
Questa voce raccoglie le informazioni riguardanti il Football Club de Nantes nelle competizioni ufficiali della stagione 1980-1981.

## Stagione
Sin dalle prime giornate del campionato il Nantes lottò per il titolo contro il Saint-Étienne, uscendo sconfitto all'ultima giornata anche per via di alcuni passi falsi nella seconda parte del girone di ritorno. In Coppa di Francia il Nantes esordì eliminando a fatica l'Amiens e subendo un tentativo di rimonta ai sedicesimi di finale da parte del Paris Saint-Germain, vanificato dal 2-0 conseguito dai Canaris all'andata. Opposto al Bordeaux agli ottavi di finale, il Nantes subì in entrambi gli incontri un totale di 10 reti che lo eliminarono dalla competizione.
In Coppa dei Campioni i Canaris superarono il Linfield con una doppia vittoria, ma si arresero nel turno successivo contro l'Inter, perdendo negli ultimi minuti l'incontro di andata e non andando oltre un pareggio a Milano.

## Maglie e sponsor
Lo sponsor tecnico per la stagione 1980-1981 è Adidas, mentre lo sponsor ufficiale è Europe 1 per il campionato e Calberson per la Coppa di Francia.
| Manica sinistra · Manica sinistra · Maglietta · Maglietta · Manica destra · Manica destra · Pantaloncini · Pantaloncini · Calzettoni · Calzettoni |

## Rosa
| N. |                      | Ruolo | Calciatore                 |
| -- | -------------------- | ----- | -------------------------- |
|    | Francia (bandiera)   | P     | Jean-Paul Bertrand-Demanes |
|    | Francia (bandiera)   | P     | Dominique Leclercq         |
|    | Francia (bandiera)   | D     | William Ayache             |
|    | Francia (bandiera)   | D     | Michel Bibard              |
|    | Francia (bandiera)   | D     | Maxime Bossis              |
|    | Francia (bandiera)   | D     | Patrice Rio                |
|    | Argentina (bandiera) | D     | Enzo Trossero              |
|    | Francia (bandiera)   | D     | Thierry Tusseau            |
|    | Francia (bandiera)   | C     | Seth Adonkor               |
|    | Francia (bandiera)   | D     | Henri Michel (capitano)    |
|    | Francia (bandiera)   | C     | Pierre Morice              |

| N. |                      | Ruolo | Calciatore        |
| -- | -------------------- | ----- | ----------------- |
|    | Argentina (bandiera) | C     | Oscar Muller      |
|    | Francia (bandiera)   | C     | Fabrice Poullain  |
|    | Francia (bandiera)   | C     | Gilles Rampillon  |
|    | Danimarca (bandiera) | A     | Henrik Agerbeck   |
|    | Francia (bandiera)   | A     | Loïc Amisse       |
|    | Francia (bandiera)   | A     | Bruno Baronchelli |
|    | Francia (bandiera)   | A     | Michel Furic      |
|    | Francia (bandiera)   | A     | Éric Pécout       |
|    | Francia (bandiera)   | A     | Fabrice Picot     |
|    | Francia (bandiera)   | A     | José Touré        |

## Risultati

### Coppa dei Campioni
| Arbitro: | van Ettekoven |

|  |           |            |
|  | Marcatori | 75’ Amisse |

| Arbitro: | Rolles |

|                            |           |  |
| Rampillon 46’ Trossero 49’ | Marcatori |  |

| Arbitro: | Christov |

|                |           |                            |
| Rio 69’ (rig.) | Marcatori | 12’ Altobelli 85’ Prohaska |

| Arbitro: | Aldinger |

|               |           |            |
| Altobelli 29’ | Marcatori | 75’ Amisse |

## Statistiche

### Andamento in campionato
| Giornata  | 1 | 2 | 3 | 4 | 5 | 6 | 7 | 8 | 9 | 10 | 11 | 12 | 13 | 14 | 15 | 16 | 17 | 18 | 19 | 20 | 21 | 22 | 23 | 24 | 25 | 26 | 27 | 28 | 29 | 30 | 31 | 32 | 33 | 34 | 35 | 36 | 37 | 38 |
| --------- | - | - | - | - | - | - | - | - | - | -- | -- | -- | -- | -- | -- | -- | -- | -- | -- | -- | -- | -- | -- | -- | -- | -- | -- | -- | -- | -- | -- | -- | -- | -- | -- | -- | -- | -- |
| Luogo     | T | C | T | C | T | C | T | C | T | C  | T  | C  | T  | C  | T  | C  | T  | T  | C  | T  | C  | T  | C  | T  | C  | T  | C  | T  | C  | T  | C  | T  | C  | T  | C  | C  | T  | C  |
| Risultato | V | V | P | V | P | V | V | P | V | V  | V  | V  | N  | V  | P  | V  | N  | N  | N  | N  | V  | V  | V  | P  | V  | V  | V  | V  | N  | N  | P  | N  | V  | P  | N  | V  | V  | N  |
| Posizione | 5 | 2 | 5 | 3 | 6 | 4 | 4 | 4 | 4 | 3  | 2  | 2  | 2  | 1  | 2  | 2  | 2  | 2  | 1  | 2  | 2  | 1  | 1  | 1  | 1  | 1  | 1  | 1  | 2  | 2  | 2  | 2  | 2  | 2  | 2  | 2  | 2  | 2  |

Fonte:  France » Ligue 1 1980/1981 » Schedule, su worldfootball.net.
Legenda:

Luogo: C = Casa; T = Trasferta. Risultato: V = Vittoria; N = Pareggio; P = Sconfitta.